# Малоярославецький район
Малоярославецький район — адміністративно-територіальна одиниця і муніципальне утворення в Калузькій області Росії.
Адміністративний центр — місто Малоярославець.

## Географія
Площа 1 547 км² (2-е місце серед районів). Район межує з Боровським, Жуковським, Ферзіковським, Дзержинським, Мединський і Таруським районами Калузької області.
Основні річки — Лужа, Суходрев.

## Історія
Район утворений 12 липня 1929 року у складі Калузького округу Московської області.
З 5 липня 1944 року район у складі новоствореної Калузької області.

## Економіка
Обсяг відвантажених товарів власного виробництва, виконаних робіт і послуг власними силами по обробні виробництва (2008): 7,3 млрд руб.
У селі Недельне в 2005 році створена компанія «Рожевий Сад» для вирощування елітних сортів квітів.
У селі Поріччя знаходиться і діє ткацька фабрика.
У радгоспі Недельне відновлений тваринницький комплекс.

## Транспорт
Через район проходять залізнична магістраль Москва — Брянськ — Київ, а також автодороги Москва — Брянськ — Київ і Москва — Рославль.